# دانبرووکا-ووگ
دانبرووکا-ووگ (به لهستانی:  Dąbrówka-Ług) یک روستا در لهستان است که در گمینا سکوژتس واقع شده‌است. دانبرووکا-ووگ ۸۳۰ نفر جمعیت دارد.